# Крупка, Иван Корнеевич
Иван Корнеевич Крупка (род. 1915 — ?) — 1-й секретарь Киевского райкома КПУ города Харькова, председатель Харьковского областного комитета народного контроля.

## Биография
Образование высшее. Член ВКП(б) с 1944 года.
С 1952 по январь 1963 года — 1-й секретарь Кагановичского (с 1957 года — Киевского) районного комитета КПУ города Харькова.
Делегат XXII съезда КПСС (1961).
С 11 января 1963 г. по 14 декабря 1964 г. — секретарь Харьковского промышленного областного комитета КПУ — председатель областного промышленного комитета партийно-государственного контроля. Одновременно с 17 января 1963 по декабрь 1964 года — заместитель председателя исполнительного комитета Харьковского областного промышленного совета депутатов трудящихся.
С 14 декабря 1964 г. по февраль 1966 г. — секретарь Харьковского областного комитета КПУ — председатель областного комитета партийно-государственного контроля. Одновременно с 17 декабря 1964 по 1966 год — заместитель председателя исполнительного комитета Харьковского областного совета депутатов трудящихся.
В 1966—1979 гг. — председатель Харьковского областного комитета народного контроля.
Потом — на пенсии в Харькове.

## Награды
- три ордена Трудового Красного Знамени (17.06.1961[3], 31.12.1966, 03.09.1971)
- Почётная грамота Президиума Верховного Совета Украинской ССР (25.09.1975[4])